# Весела Люцканова
Весела Люцканова е българска писателка, редактор, книгоиздател.

## Биография
Родена е на 21 август 1935 г. в София. Живее при биологичните си родители до тригодишна възраст, когато умира майка ѝ от туберкулоза, а баща ѝ е в затвора заради комунистическите си убеждения. Заедно с петгодишната ѝ сестра е дадена в сиропиталище. Там оцеляват по време на най-тежката бомбардировка над София на 10 януари 1944 г., но Весела получава частична амнезия. Осиновена е от семейството на Люцкан Люцканов от Ловеч. Започва да възвръща спомените си през юношеска възраст.
Израства в Ловеч. В София завършва Висшия инженерно-строителен институт. Работи като проектант, асистент, заместник-директор на Литературния фонд към СБП, редактор във вестник „Строител“ и издателство „Народна младеж“.
След 1989 г. създава частното издателство „Весела Люцканова“.

## Творчество
Автор е на над 30 книги, от които 15 романа.
Преводи на нейни творби са издадени на много езици.

## Награди
- „Голямото читателско жури“
- 25 първи награди за разкази, публикувани в пресата.
- Награда за съвременен роман на издателство „Христо Г. Данов“ за романа „Щъркели на леда“.
- 1978 г. – Награда за къс разказ на в. „Вечерни новини“ за разказа „Сребърен пръстен“
- 1988 г. – Първо място в конкурс за къс фантастичен разказ, организиран от в. „Народна младеж“ за разказа „Резерватът“
- 1989 г. – Втора награда от конкурса „Червен бряг ’89“ за разказа „Космическа кожа“
- 1989 г. – Награда „Еврокон“ за цялостно творчество
- 1993 г. – Награда за фантастика „Гравитон“ за добро въображение
- 2003 г. – Американска международна награда за престиж и качество „Златна звезда“